# SMS Posen
SMS Posen byla jednou ze čtyř bitevních lodí třídy Nassau, prvních dreadnoughtů postavených pro německé císařské námořnictvo (Kaiserliche Marine). Kýl byl položen v loděnici Germaniawerft v Kielu 11. června 1907, spuštěna na vodu byla 12. prosince 1908 a uvedena do služby u Širokomořského loďstva dne 31. května 1910. Byla vyzbrojen dvanácti děly ráže 280 mm v šesti věžích po dvou v neobvyklém hexagonálním uspořádání.
Loď sloužila s třemi sesterskými loděmi po většinu první světové války v Severním moři, kde se účastnila několika výpadů. Ty vyvrcholily bitvou u Jutska ve dnech 31. května - 1. června 1916, kdy byl Posen zapojen do nočních bojů proti britským lehkým silám. Ve zmatku loď omylem narazila do lehkého křižníku SMS Elbing, který utrpěl vážné škody a později v noci musel být potopen.
Loď byla několikrát nasazena i v Baltském moři proti ruskému námořnictvu. Během první operace zde Posen podporoval německý námořní útok za bitvy v Rižském zálivu. Loď byla poslána zpět do Baltského moře v roce 1918 na podporu finských bílých gard ve finské občanské válce. Na konci války zůstal Posen v Německu, zatímco většina floty byla internována ve Scapa Flow. V roce 1919, po potopení německého loďstva ve Scapa Flow, byla předána Britům jako náhrada za potopené lodě. Poté byla poslána do Nizozemska a zde v roce 1922 sešrotována.